# Selidosema semivirgata
Selidosema semivirgata là một loài bướm đêm trong họ Geometridae.